# Wierzbienica
Wierzbienica, także Wierzbanica – potok, prawy dopływ Mszanki o długości 5,09 km i powierzchni zlewni 5,93 km².
Potok wypływa na wysokości około 850 m, na południowo-zachodnich stokach Kiczory (Kobylicy). Jego dopływy zbierają wodę z południowych stoków grzbietu łączącego Kiczorę z Kobylicą. Potok spływa w południowo-zachodnim, a potem zachodnim kierunku doliną oddzielającą Kiczorę od Cyrkowej Góry i zasilany jest niewielkimi potokami spływającymi z obydwu tych gór. W Mszanie Górnej na wysokości 480 m uchodzi do Mszanki. Tuż przed ujściem Wierzbienicę przekracza mostkiem droga wojewódzka nr 968, jej ujście do Mszanki znajduje się bowiem po południowej stronie tej drogi.
Potok płynie w Beskidzie Wyspowym, w obrębie wsi Łętowe i Mszana Górna w województwie małopolskim, w powiecie limanowskim, w gminie Mszana Dolna. Na jego stromych brzegach występują odsłonięcia skalne, w których można zobaczyć łupki przemieszane z ławicami piaskowców. Potok tworzy w niektórych miejscach skalne kaskady i baniory.